# Ebenezer Cobb Morley
Ebenezer Cobb Morley (Kingston upon Hull, East Riding of Yorkshire, 16 de agosto de 1831 — Richmond, Londres, 20 de novembro de 1924) foi um desportista inglês, considerado o pai da Football Association (em português:  Associação de Futebol (da Inglaterra); sigla oficial: FA) e do futebol moderno.
Morley ajudou a estabelecer a Football Association, que ainda hoje rege o futebol na Inglaterra, e da qual foi presidente entre 1867 e 1874.